# フィアット・シエナ
フィアット・シエナは、1996年からイタリアの自動車メーカー、フィアットによって生産された小型車。主に新興国と開発途上国向けとして設計されたスーパーミニ・カーであるフィアット・パリオの4ドアセダン版にあたる。南アメリカで最初に導入され、世界各国で生産・販売された。
その後2002年、同じプラットフォームをベースに欧州市場向けにアルベアが開発された。アルベアは、ポーランドなど欧州で従来シエナが販売されていた市場でシエナに取って代わった。 
2012年、フィアット・グランドシエナと呼ばれる第2世代をリリースした。
シエナはブラジルで最も人気のあるセダンの1つであり、14年間にわたって80万台以上を販売している。本国イタリアでは、前身のドゥナの失敗の後、この車は販売されていない。

## 初代（1996年 – 2016年）

### 1996年 – 2000年
1996年、ブラジルにてパリオの4ドアセダンとして発売。開発コードはTipo 178。発展途上国におけるハッチバックモデルの重要な販売ベンチマークのために作られた。1.0 Lから1.6 LまでのFiasaとFireシリーズのガソリンエンジンを搭載。

### 2001年 – 2003年

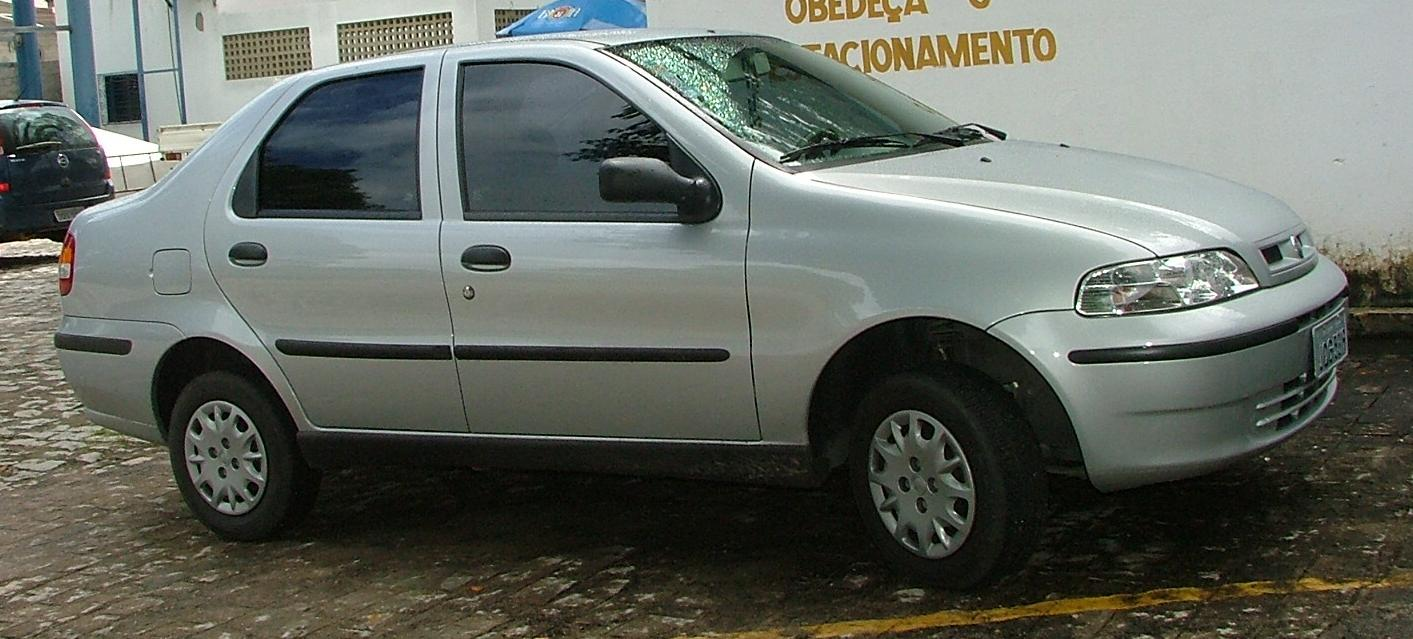
2001年 フィアット・シエナ

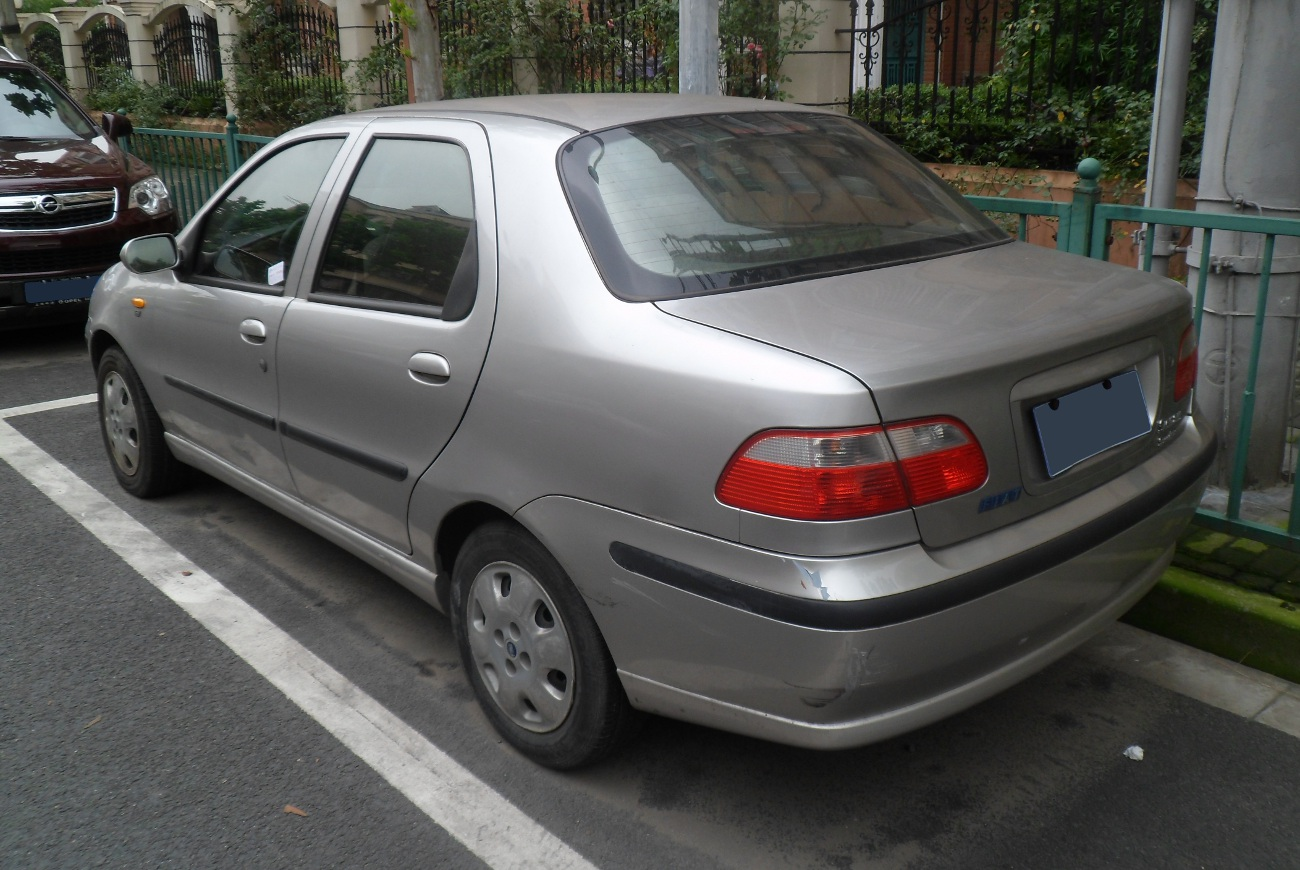
2001年 フィアット・アルベア

2001年、1回目のマイナーチェンジ。新デザインは、イタリア工業デザイン界の第一人者であるジョルジェット・ジウジアーロによる。ボディ前後と、インテリアがリデザインされた。また、1.0 L 70 HPと、1.2 L 82 HPの新型16バルブFireエンジンが登場。トルコと中国では、セミオートマチックトランスミッションの「Speedgear」が導入された。この改良により、ついに市場での競争力を得て、販売に成功した。
フィアットは、シエナへの関心の欠如と、最大のライバルであるシボレー・プリズマの堅調な販売のため、名前をパリオセダンに変更することを検討していたが、この案は後に捨て去られている。この時点まで、シエナは、パリオ系列の中で市場に受け入れられなかった唯一のモデルであった。そのため、フィアットは特にこのモデルの設計に特別な注意を払い、後部を完全に再設計した。

### 販売
以下の表は、ブラジルのでのシエナの販売数を示す。
| 1997          | 7,183   |
| 1998          | 21,650  |
| 1999          | 16,401  |
| 2000年        | 13,890  |
| 2001          | 33,558  |
| 2002          | 32,259  |
| 2003          | 37,227  |
| 2004          | 40,760  |
| 2005年        | 43,529  |
| 2006          | 56,358  |
| 2007年        | 88,734  |
| 2008年        | 95,307  |
| 2009          | 116,064 |
| 2010          | 120,520 |
| 2011          | 90,072  |
| 2012          | 106,085 |
| 2013          | 129,832 |
| 2014          | 106,973 |
| 2015          | 59,397  |
| 2016年        | 33,478  |
| 2017年        | 24,955  |
| 2018年        | 17,470  |
| 2019年        | 1,490   |
| 合計1,277,187 |         |

## 2代目（2012年 - ）
第2世代のシエナ（Tipo 326）は、2012年に南アメリカで発表された。車格が上がり、車名はフィアット・グランドシエナとなった。また、メキシコでは2015年から2018年までダッジ・ビジョンとして販売された。先代モデルと並行して生産された。  
新世代のプラットフォームは、新型パリオから派生し、ホイールベースが長くされた。外装デザインは新しいパリオとは異なり、ブラーボから、ただしリアデザインはリネアからインスピレーションを受けている。

### 販売台数
| 年         | アルゼンチン | メキシコ（ダッジ・ビジョンとして） |
| ---------- | ------------ | ---------------------------------- |
| 2013       | 7,225        |                                    |
| 2014       | 5,652        |                                    |
| 2015       | 16,299       | 2,667                              |
| 2016年     | 13,882       | 3,274                              |
| 2017年     | 11,185       | 2,483                              |
| 2018年     | 2,641        | 1,278                              |
| 合計66,856 |              |                                    |